# Trohoidă

O cicloidă (o trohoidă comună) generată de un cerc

O trohoidă este o curbă descrisă de un punct fix în timp ce un cerc se rostogolește fără să alunece de-a lungul unei drepte. În timp ce un cerc de rază r se plimbă fără alunecare de-a lungul dreptei d, centrul C se mișcă paralel cu d, iar fiecare alt punct P din planul de rotație atașat cercului descrie o curbă numită trohoidă. Fie CP = b.  Dacă P se află în interiorul cercului (b < r), pe circumferință (b = r) sau în afară (b > r), trohoida este descrisă ca fiind curtată, comună sau, respectiv, prolată. Ecuațiile parametrice ale trohoidei, presupunând că d este axa x, sunt
{\displaystyle x=r\theta -b\sin(\theta )\,}
{\displaystyle y=r-b\cos(\theta )\,}
unde θ este unghiul variabil la care cercul se rostogolește. O trohoidă comună, numită și cicloidă, are vârfuri în punctele în care P atinge d.
O hipotrohoidă este formată de un cerc care se rostogolește pe interiorul unui cerc fix. O epitrohoidă este formată de un cerc care se rostogolește pe exteriorul unui cerc fix.